# Epichnopterix
Epichnopterix är ett släkte av fjärilar som beskrevs av Jacob Hübner 1825. Epichnopterix ingår i familjen säckspinnare.

## Bildgalleri

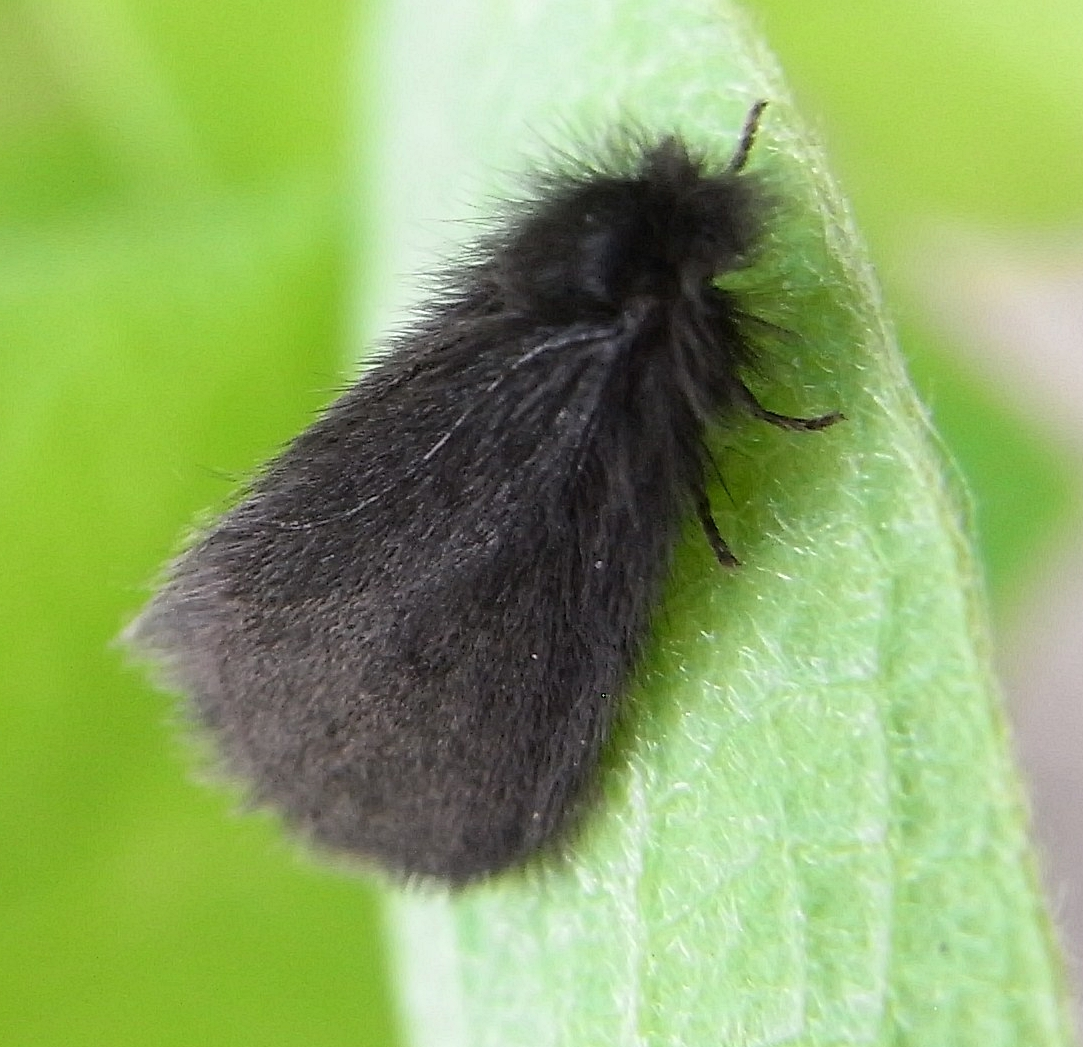
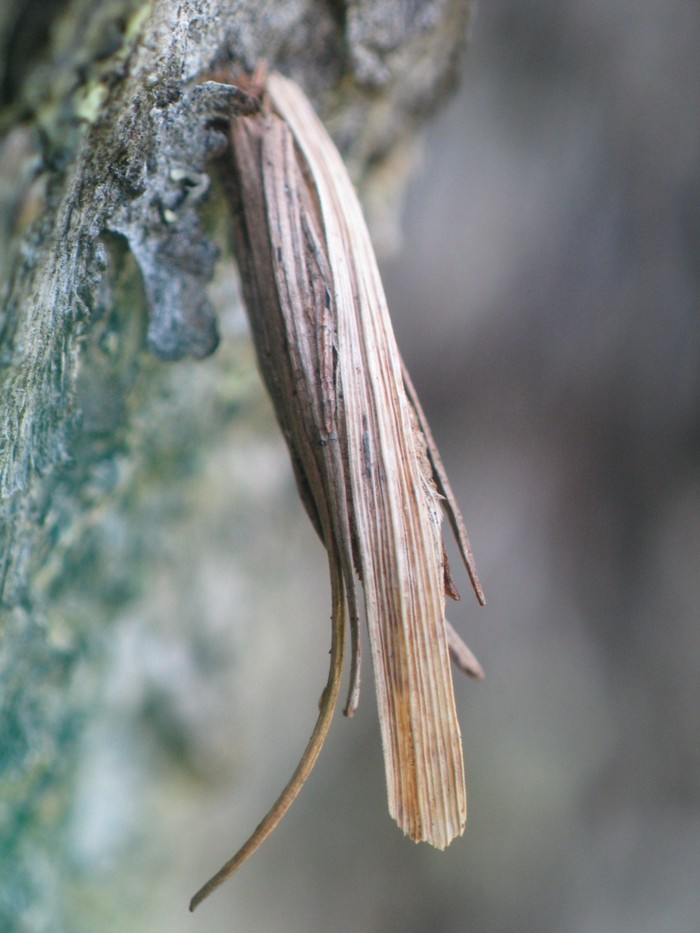
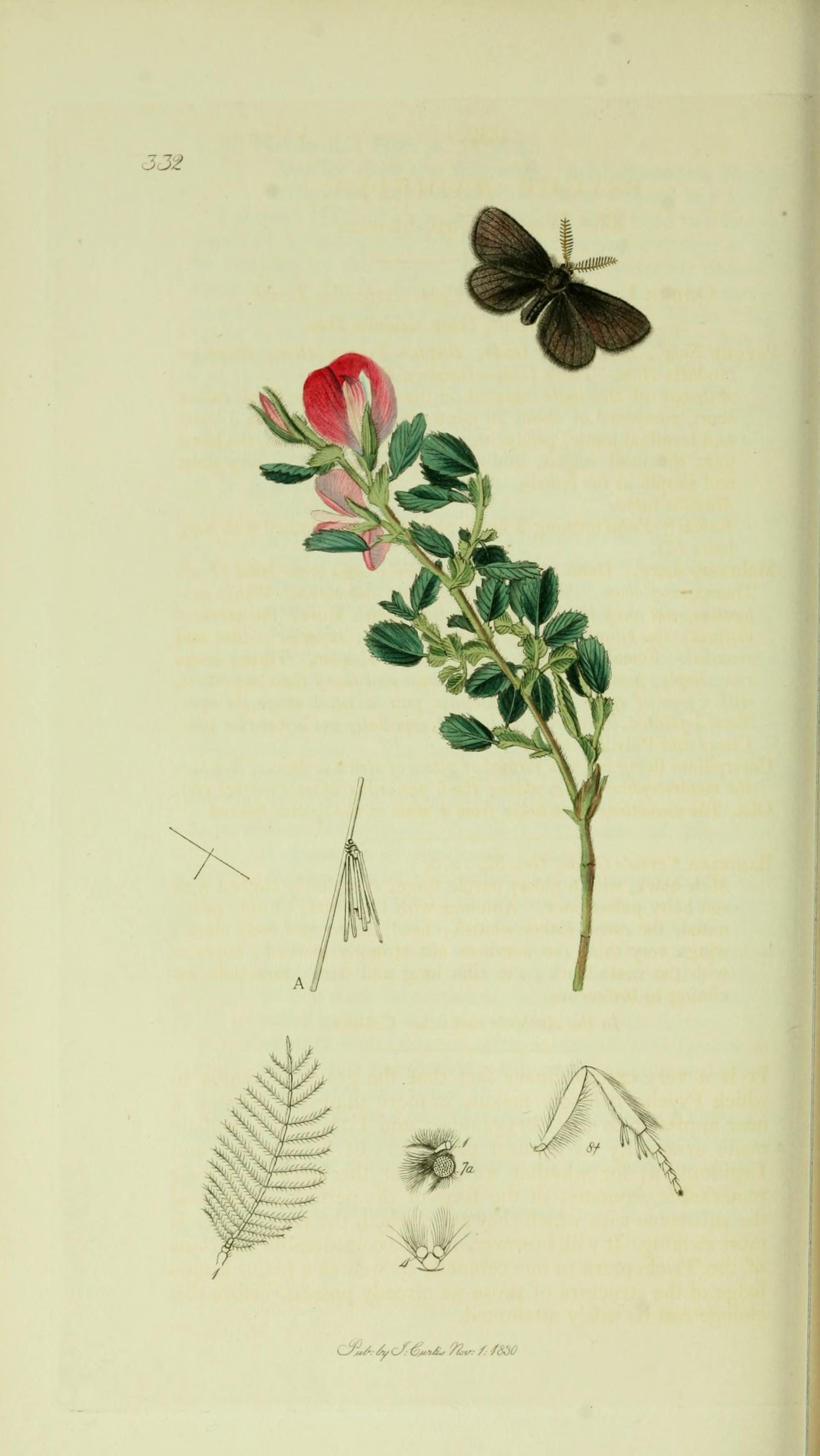
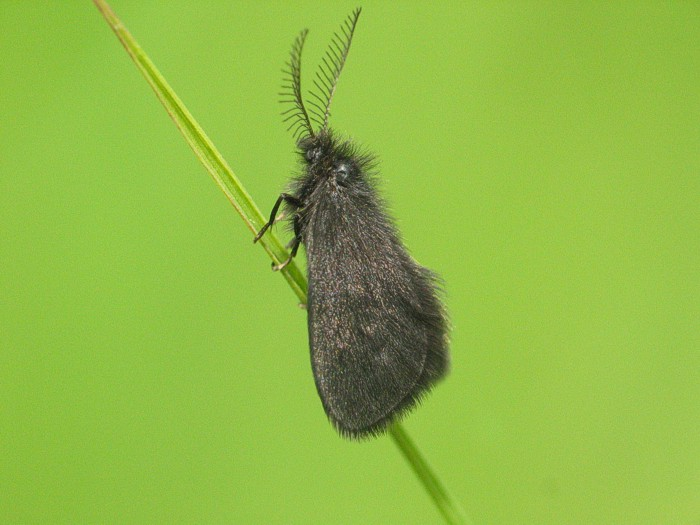
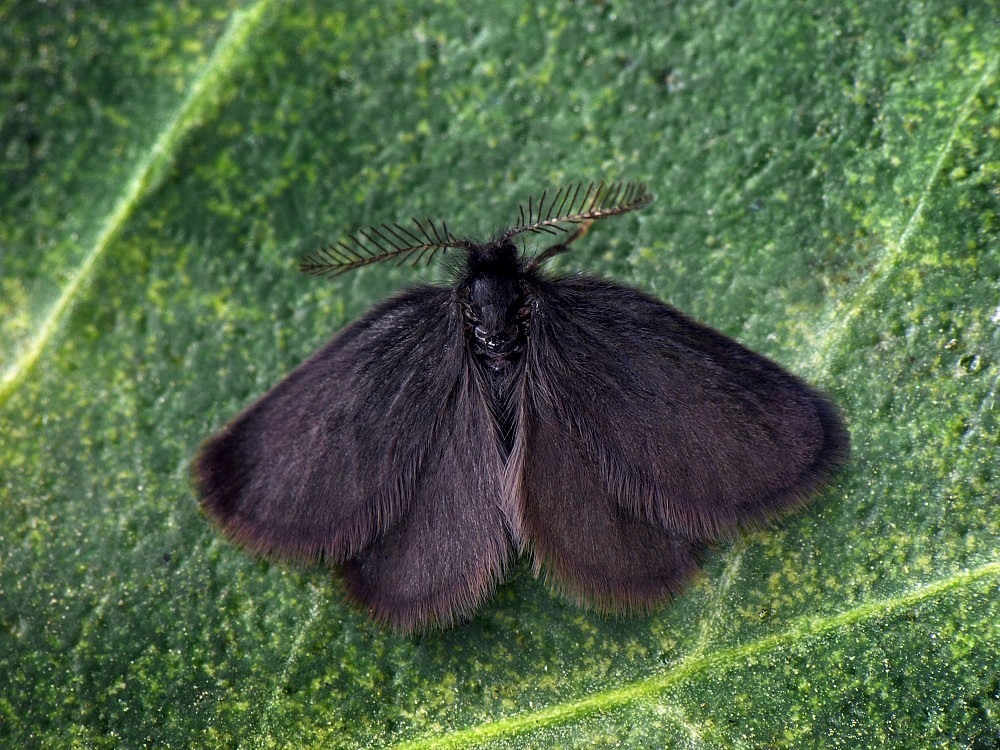

## Dottertaxa tillEpichnopterix, i alfabetisk ordning[1][2]
- Epichnopterix alpina
- Epichnopterix ardua
- Epichnopterix crimaena
- Epichnopterix dolomitella
- Epichnopterix fiebrigi
- Epichnopterix flavociliella
- Epichnopterix gruneriella
- Epichnopterix heringi
- Epichnopterix hoffmanni
- Epichnopterix innitidella
- Epichnopterix kovacsi
- Epichnopterix marginenigrella
- Epichnopterix mentonella
- Epichnopterix montana
- Epichnopterix montanella
- Epichnopterix nudella
- Epichnopterix plumella
- Epichnopterix pontbrillantella
- Epichnopterix predotae
- Epichnopterix pulla
- Epichnopterix pullella
- Epichnopterix pulliparvella
- Epichnopterix pullisimilella
- Epichnopterix pusilella
- Epichnopterix radiella
- Epichnopterix riffelica
- Epichnopterix sibirica
- Epichnopterix sieboldi
- Epichnopterix silesiaca
- Epichnopterix staudingeri
- Epichnopterix sudetica
- Epichnopterix transvaalica
- Epichnopterix turibulella
- Epichnopterix venetiana
- Epichnopterix voelkeri